# Callicebus brunneus
Callicebus brunneus là một loài động vật có vú trong họ Pitheciidae, bộ Linh trưởng. Loài này được Wagner mô tả năm 1842.

## Hình ảnh

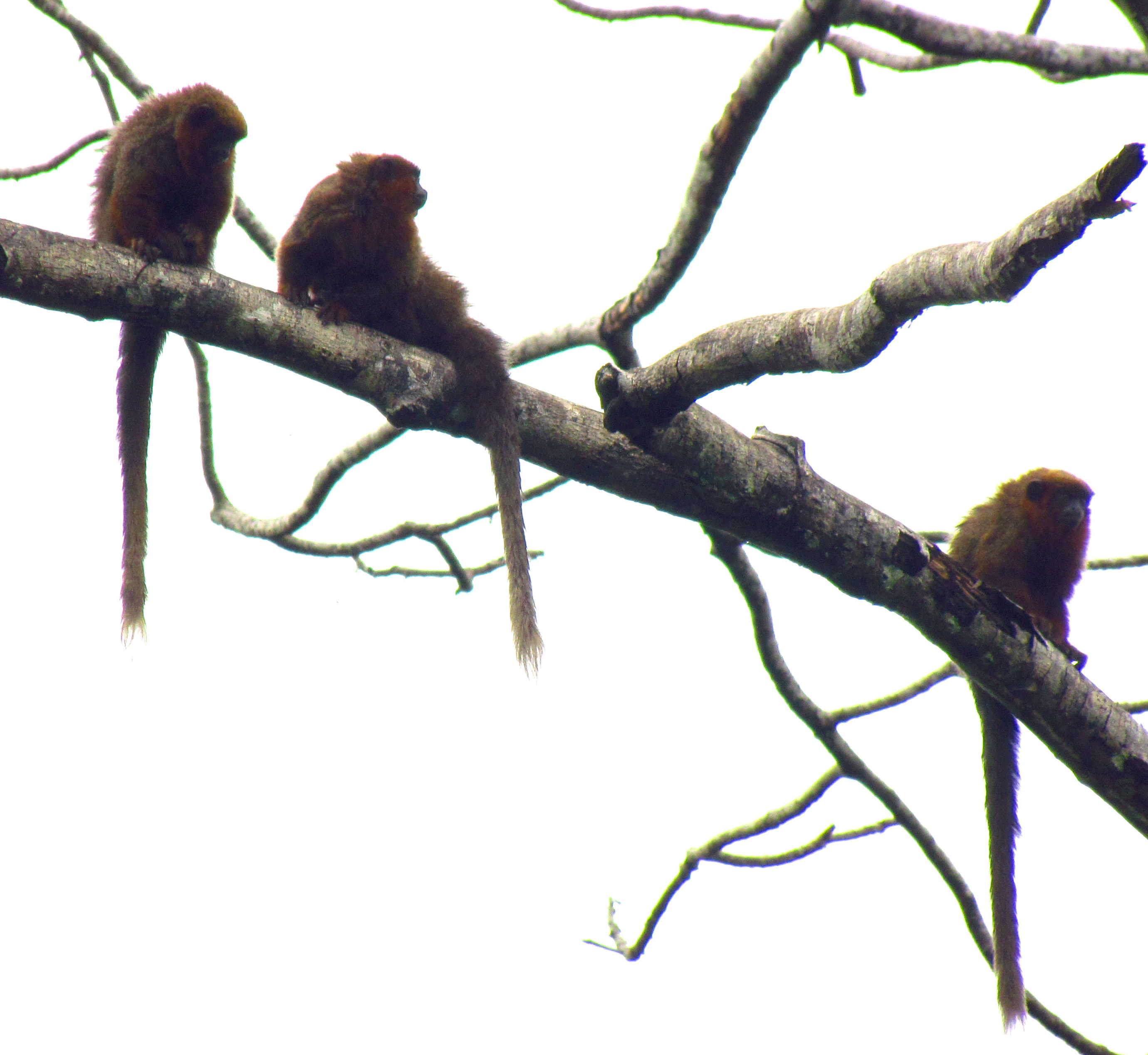
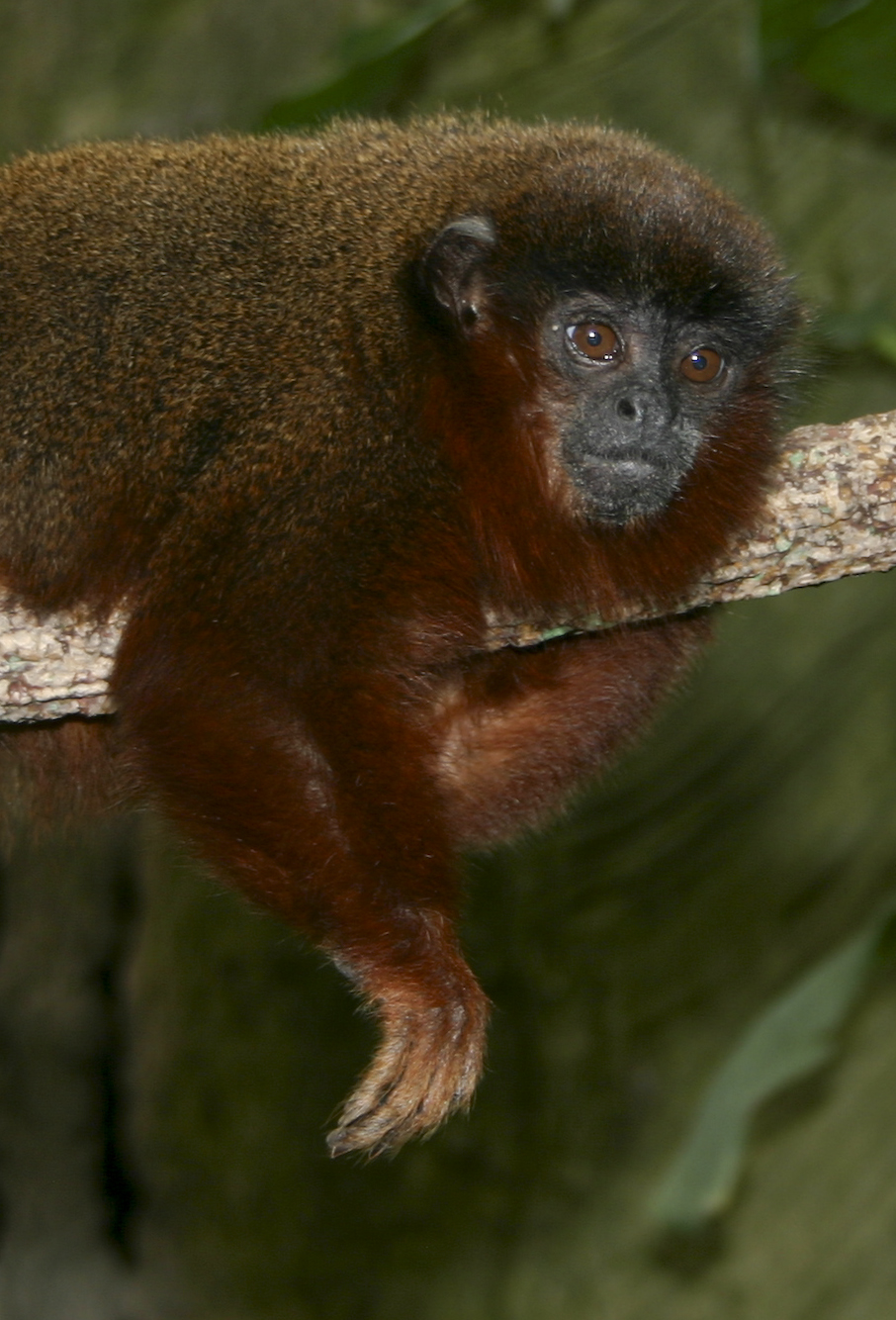
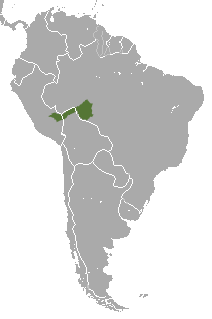
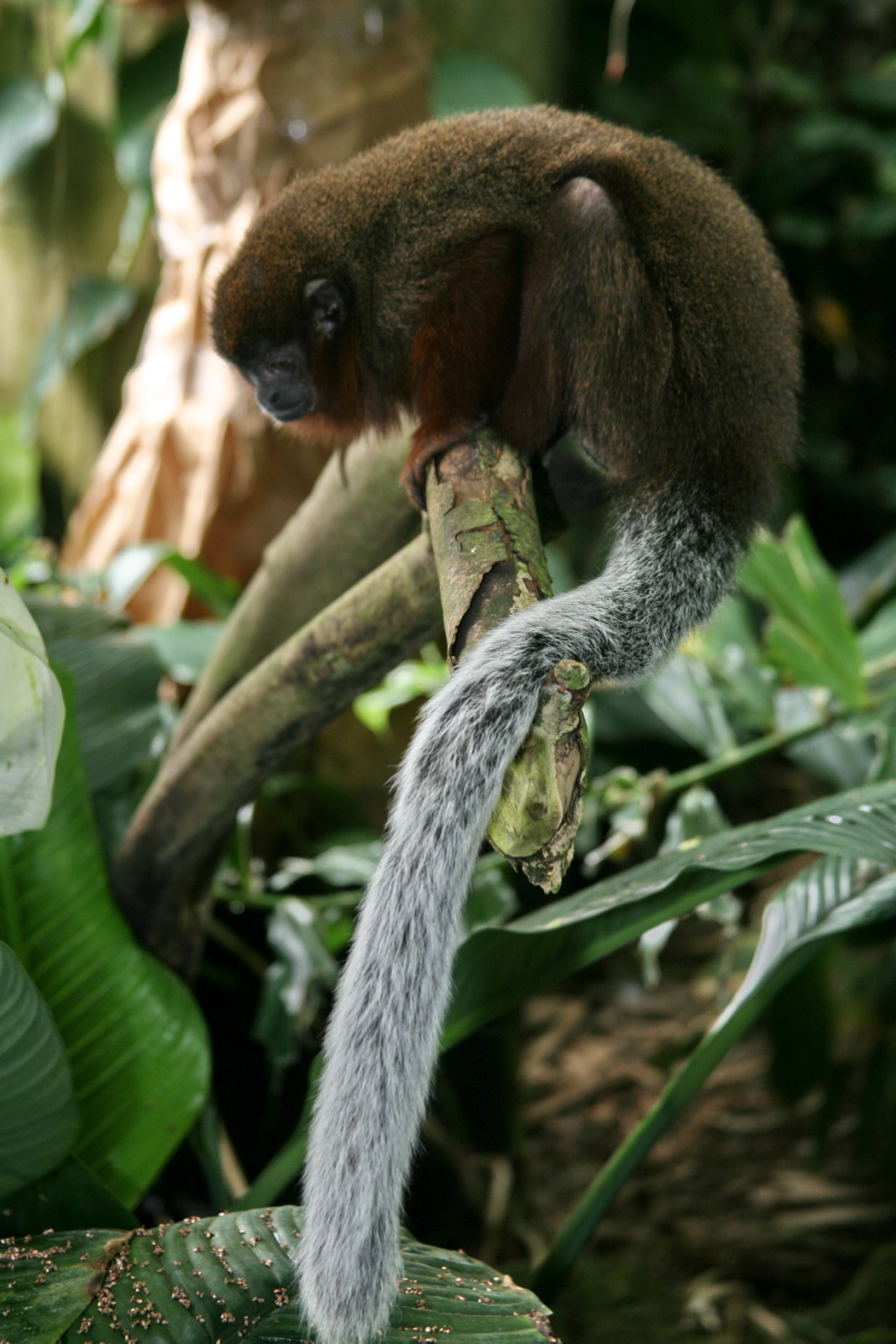